# Nososticta conifera
Nososticta conifera – gatunek ważki z rodziny pióronogowatych (Platycnemididae).